# Florence Siebert
Florence Siebert (6.10.1897— 23.8.1991) là nhà hóa học người Mỹ nổi tiếng về việc tách ra tuberculin ở dạng thuần, được sử dụng làm tiêu chuẩn trong xét nghiệm bệnh lao.

## Cuộc đời và Sự nghiệp
Bà sinh tại Easton, Pennsylvania. Siebert từng nói rằng mình đã đọc nhiều tiểu sử của các nhà khoa học nổi tiếng từ khi còn là thiếu nữ, điều đó đã khiến cho bà quan tâm tới khoa học. Khi còn nhỏ, bà đã bị bệnh viêm tủy xám khiến bà phải đi khập khiễng, dù vậy, tật này đã không gây trở ngại nhiều cho cuộc sống hoặc việc làm của bà.
Siebert đậu bằng cử nhân ở Goucher College và đậu bằng tiến sĩ về hóa sinh ở Đại học Yale. Tại trường này, bà đã nghiên cứu việc tiêm protein sữa vào tĩnh mạch, dưới sự điều khiển của Lafayette Mendel. Bà đã phát triển một phương pháp để phòng ngừa các protein này không bị nhiễm vi khuẩn.
Năm 1923 bà là nghiên cứu sinh hậu tiến sĩ ở Đại học Chicago do được hưởng học bổng Porter của Hội Triết học Hoa Kỳ, một học bổng dành cho cả nam và nữ.
Bà làm trợ giáo khoa bệnh lý học ở Đại học Chicago từ năm 1924 tới 1928, rồi làm giáo sư phụ tá môn hóa sinh năm 1928. Ở trường này, bà đã triển khai một phương pháp để thanh lọc chất dẫn xuất tuberculin kết tinh, dưới sự giám sát của Esmond R. Long. Chất dẫn xuất này được sử dụng làm tiêu chuẩn trong xét nghiệm bệnh lao. Chất dẫn xuất tuberculin trước kia - chất Koch – đã cho các kết quả âm tính sai trong thử nghiệm bệnh lao từ thập niên 1890 vì chất đó không tinh khiết.
Năm 1932, bà trở thành giáo sư phụ tá môn hóa sinh ở Viện Hery Phikipps Đại học Pennsylvania, rồi thăng lên chức giáo sư thường xuyên và giáo sư danh dự (emerita) năm 1959, khi bà nghỉ hưu. Sau khi nghỉ hưu bà tình nguyện nghiên cứu bệnh ung thư trong nhiều năm.

## Giải thưởng
- Huy chương Trudeau của Hiệp hội bệnh lao quốc gia năm 1938
- Huy chương Garvan-Olin của Hội Hóa học Hoa Kỳ năm 1942
- bà được đưa vào National Women's Hall of Fame năm 1990.